# Учитель танців (фільм)
«Учитель танців» — радянський фільм-спектакль 1952 року в постановці Центрального театру Радянської армії за однойменною п'єсою Лопе де Веги, знятий на кіностудії «Мосфільм».

## Сюжет
Юний Альдемаро (Володимир Зельдін) зі збіднілого дворянського роду кохає дочку багатого і знатного сеньйора. Під вигаданим ім'ям, назвавшись учителем танців, герой потрапляє в будинок батька коханої.

## У ролях
- Володимир Зельдін —  Альдемаро
- Марк Перцовський —  Белардо
- Георгій Сорокін —  Рікаредо
- Борис Лєсовой —  Альберіго
- Любов Добржанська —  Фелісіана
- Володимир Благообразов —  Тебано
- Михайло Майоров —  Вандоліно
- Яків Халецький —  Туліо
- Генрієтта Островська —  Лісена
- Тетяна Алексєєва —  Флорела

## Знімальна група
- Режисери — Тетяна Лукашевич, Володимир Канцель
- Оператори — Микола Власов, Семен Шейнін
- Композитор — Олександр Крейн
- Художник — Іван Федотов